# Cornutiplusia flexuosa
Cornutiplusia flexuosa là một loài bướm đêm trong họ Noctuidae.